# Henrik Krohn

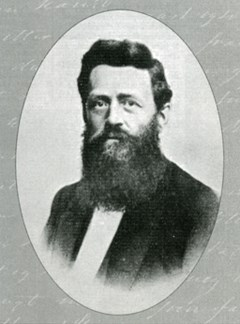
Henrik Krohn

Henrik Krohn, född den 10 maj 1826 i Bergen, död den 14 juni 1879 på Stedje (Sogn), var en norsk författare, brorson till Michael Krohn. 
Krohn var 1846-58 handlande i sin födelsestad och köpte 1866 gården Stedje, bekant för sin fruktodling, och anlade där bland annat en tändsticksfabrik. Krohn var en kunskapsrik man och en av de främsta i den krets, som redan på 1850-talet gjorde till sin uppgift att få det dansk-norska skriftspråket ersatt, med ett norskt normalspråk, bildat på grundval av de mest karakteristiska dialekterna; senare var han varm anhängare av "maalstrævet" och utgav 1865-67 veckotidningen "Ferdamannen". Sedan han 1868 stiftat den litterära klubben Vestmannalaget, redigerade han från 1870 till sin död denna förenings lilla tidskrift "Fra by og bygd" (10 band). Bland hans särskilt utgivna skrifter märks Minne fraa ei Stockholmsfird (1867), Smaakraede (samma år), Fraa Vestlandet (1868) samt den episka dikten Geirstad-Trond (samma år) och Svein og Gudveig (1869) samt lustspelet Den rette sida (1875). Hans samlade arbeten utgavs 1909 i ett band av Vestmannalaget.